# 레몬조각 성운
레몬조각 성운 (IC 3568)은 지구로부터 기린자리 방향으로 약 4,500 광년 떨어져 있는 행성상 성운이다. 밤하늘에서는 폴라리스로부터 약 7.5 도 떨어져 있다. 이 성운은 상대적으로 젊으며 중심부의 지름은 약 0.4 광년(태양계 지름의 약 800 배)에 불과하다. 레몬조각 성운은 알려진 성운 중에서 구조가 매우 단순한 편으로, 거의 구체에 가깝다. 성운의 전체 형태는 레몬을 쪼갠 단면과 매우 비슷하게 보이며 이름 또한 거기에서 따온 것이다. 레몬 모양에 해당하는 부분은 그 경계가 명확하지 않고 대부분 이온화된 헬륨으로 이루어져 있다. 중심별은 매우 밝고 뜨거운 적색 거성으로 점근거성가지 단계를 거치고 있으며, 아마추어 관측자용 망원경으로 볼 때 붉은 색~오렌지색으로 보인다. 성운 주위는 중심별에서 나온 빛을 반사하는 우주진이 희미한 헤일로를 만들고 있다.

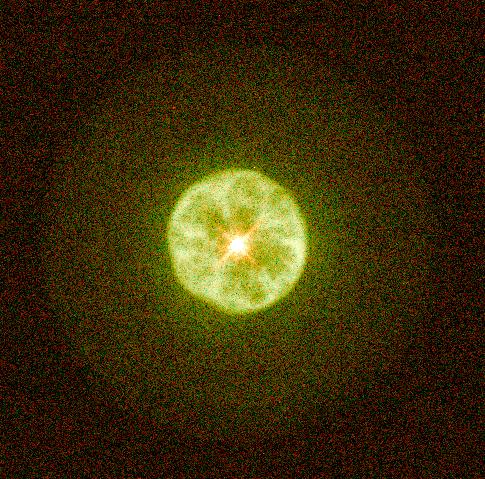
1997년에 촬영한 레몬조각 성운의 중앙부. 이 색상을 입힌 사진에서 이 성운의 이름이 유래했다.

## 같이 보기
- 행성상 성운